# پل کله‌هرت
پل کلهر معمولان مربوط به سدهٔ ۴ ه‍.ق است و در شهرستان معمولان، روی رود کشکان واقع شده و این اثر در تاریخ ۲۷ بهمن ۱۳۷۸ با شماره ثبت ۲۵۸۶ به‌عنوان یکی از آثار ملی ایران به ثبت رسیده‌است. این پل در سیل فروردین ۱۳۹۸، آسیب جدی دید.

## نام‌شناسی
پل کلهر (نام محلی: کل هور) مشهور به پل مَمُولو به فاصله حدود ۵۶ کیلومتری جنوب خرم آباد و در شمال شهر معمولان قرار دارد، این پل مربوط به دوران ساسانیان است که توسط بدر بن حسنویه یکی از پادشاهان آل حسنویه ترمیم شد. در زبان لری بز کوهی را کَل می‌نامند و چون بز کوهی از کوه پائین بیاید آن را هُر می‌گویند (پائین آمدن=هُر).

## تاریخچه پل کلهر
- این پل در ورودی شمالی شهرمعمولان از توابع شهرستان معمولان واقع شده‌است و پایه‌های آن به صورت بیضی شکل می‌باشند؛ از ویژگی‌های منحصر به فرد آن می‌توان به وجود سکویی در داخل دوپایه اصلی پل نام برد که این سکو از ۱۲ پله ساخته شده و کاربرد آن دقیقاً روشن نیست ولی احتمالاً به عنوان پشت بند از آن‌ها استفاده می‌شده‌است.

## نوع مواد سازنده پل کلهر معمولان
- رنگ ملات پل در قسمت پایه‌ها متمایل به قرمز رنگ است که به علت ترکیب آن با یک نوع از شنهای قرمز رنگ (این شن‌های قرمز رنگ در قسمت شرقی پل قسمت‌هایی از کوه را پوشانده‌اند که به زبان محلی به این منطقه قرمز رنگ «سُورَ» نیز می‌گویند و همچنین یک نوع گیاه به نام تره پی Tarahpey استفاده شده‌است.

سند ثبت و نام اصلی پل کلهر (کل هر)

## کتیبه پل کلهر معمولان
- کتیبه‌ای به خط کوفی در قسمت غربی پل بر سینه کوه بالاتر از مسیر گذر روی پل به طرف شمال غربی آن به دستور بدر بن حسنویه نوشته شده‌است و قرینه آن در قسمت جنوب بر سینه کوه وجود داشته که متأسفانة به علت عملیات راهسازی تخریب گردیده‌است.

## دوره ساخت پل کلهر معمولان

سند ثبت و نام اصلی پل کلهر (کله هرت)

- سند ثبت و نام اصلی پل کلهر ( کله هرت )سند ثبت و نام اصلی پل کلهر ( کله هرت )این پل در ادوار مختلف مورد استفاده قرار گرفته‌است به روایتی در زمان هخامنشیان ساخته شده و به عنوان راه شاهی در مسیر هگمتانه به شوش بنا شده و در دوران ساسانیان مرمت شده ولی بیشتر قسمت‌های آن مربوط به زمان بدر بن حسنویه (۳۷۴ هـ. ق) است.

## مشخصات عمومی پل کلهر معمولان
- پایه شرقی پل، ۱۷٫۲۰ متر طول و ۱۰ متر عرض، پایه غربی ۱۴٫۴۰ متر طول و ۷٫۵۰ متر عرض دارد.

این پایه‌ها که در هر دو جهت دارای موج شکن‌های نیم دایره‌اند، در قسمت پایین با قطعات سنگ‌های تراشیده ساخته شده‌اند. دوپایه اصلی پل توسط طاقی به پهنا و ارتفاع حدود ۲۴ متر به یکدیگر متصل می‌شده‌است. محل آغازین قوس طاق‌ها هنوز بر روی دوپایه قابل مشاهده است. پایه شرقی نیز با یک طاق کوچکتر به پهنای ۱۳٫۲۰ متر با پایه انتهای شرقی پل مرتبط می‌شده‌است.

## تاریخ و شماره ثبت پل کلهر معمولان
- این بنا به شماره ۲۵۸۶ در فهرست آثار ملی ایران به ثبت رسیده‌است